# The Spirit of Christmas (film 1995)
The Spirit of Christmas, conosciuto anche come Jesus vs. Santa è un cortometraggio del 1995 diretto e prodotto da Trey Parker e Matt Stone, secondo episodio pilota della serie animata South Park dopo Jesus vs. Frosty del 1992.

## Trama
La storia inizia con i quattro protagonisti Kyle, Kenny, Stan e Eric che stanno cantando le canzoni natalizie (finché Stan non fa notare a Kyle che essendo lui ebreo dovrebbe cantare quelle di Hannukkha), in quel momento arriva Gesù che chiede ai bambini di condurlo dove si trova Babbo Natale per sistemare una faccenda. Il gruppo giunge a un parco dove babbo natale sta ascoltando le richieste dei bambini a quel punto lui e Gesù intraprendono un violento scontro per il vero significato del natale (Gesù afferma che è fatto per celebrare la sua nascita mentre Babbo Natale per i regali), durante il quale alcuni bambini e lo stesso Kenny vengono accidentalmente uccisi. Gesù e Babbo Natale chiedono aiuto a Kyle, Stan e Eric di aiutarli a sistemare il rispettivo rivale ma ciò non fa nient'altro che creare un secondo litigio tra Eric e gli altri due, su chi dovrebbero aiutare. I ragazzi si domandano allora che cosa farebbe Brian Boitano e il pattinatore appare proprio davanti a loro, affermando che il Natale è il momento dell'anno in cui tutti dovrebbero essere più allegri e più buoni prima di andarsene. I ragazzi allora fermano Gesù e Babbo Natale facendo loro capire quanto tutti e due sono importanti per questa festività, i due avversari fanno così pace e vanno a bere qualcosa insieme. L'episodio finisce con Stan che afferma che il vero significato del Natale sono i regali e quando Kyle dice che gli ebrei ricevono regali per otto giorni sia Stan che Eric decidono di farsi entrambi ebrei e i tre si allontanano cantando le canzoni di Hannukkha.

## Curiosità
Il corto è stato inserito nell'episodio 04x17 di South Park, dove viene creato da Stan, Kyle, Cartman, Kenny e Mr. Hankey per "salvare" il Natale nella loro città.